# 能見城
能見城（のうけんじょう）は、甲斐国巨摩郡穴山（現在の山梨県韮崎市穴山町）にあった日本の城。

## 概要
所在する韮崎市穴山町は中世には穴山郷が所在し、南北朝時代には甲斐守護・武田氏の一族である穴山義武が同地を本貫地とし、穴山姓を称した。穴山氏は後に本拠を河内地方へ移し、甲斐における有力国衆となる。能見城の南方約1.8kmに位置する中田町中條には新府城が所在し、『甲陽軍鑑』によれば天正9年に武田勝頼が新城の築城と府中移転を企図した際に、穴山信君は穴山郷の一部を進上したという。このため、穴山郷は穴山町から中田町中條一帯の地域を含んでいると考えられている。
能見城は支城として天正9年（1581年）に武田氏により築かれた。独立した城というよりも、能見城を含めた防衛ラインの中の主要な防塁と言った方が相応しい。新府城の外郭防衛ラインとなる能見城防塁は、東西幅約2kmの七里岩台地を複雑に屈曲しながら横断している。最大限横矢を掛けられるよう配慮された構造であり、多数の防塁を有する。
能見城跡は平成16年度に小規模な発掘調査が行われているが築城時期の遺構検出には至らなかった。能見城は天正10年（1582年）3月の武田氏滅亡、同年6月2日の本能寺の変を経て、空白地帯となった甲斐・信濃の武田遺領を巡り発生した天正壬午の乱に際して、徳川氏によって築城された城郭である可能性が考えられている。
本能寺の変の際に徳川家康は上方にいたが、6月中に甲斐へ先鋒衆を派遣し、家康自身は7月3日に浜松を立ち、7月9日には甲府へ至った。甲斐では相模国の北条氏直と抗戦するが、『家忠日記』によれば酒井忠次麾下の部隊は8月6日に新府へ後退し、若神子（北杜市須玉町若神子）に着陣した後北条方と一里の距離を置き対峙した。翌8月7日には後北条勢が新府に迫り、忠次麾下の部隊も「新府山」へ前進したため双方の距離は半里に縮んだと記している。8日には家康が府中より新府へ移動し、10日には「新府城」へ本陣を移動している。『家忠日記』では「新府城」と「新府山」を区別して記しており、この「新府山」が能見城の所在する穴山の小山を指していると考えられている。